# Eulasiona fasciata
Eulasiona fasciata är en tvåvingeart som först beskrevs av Charles Howard Curran 1934.  Eulasiona fasciata ingår i släktet Eulasiona och familjen parasitflugor.
Artens utbredningsområde är Colorado. Inga underarter finns listade i Catalogue of Life.